# Mallotus dunnii
Mallotus dunnii är en törelväxtart som beskrevs av Franklin Post Metcalf. Mallotus dunnii ingår i släktet Mallotus och familjen törelväxter. Inga underarter finns listade i Catalogue of Life.